# Ty ruko černá, mozolná
„Ty ruko černá, mozolná“ je česká vlastenecká píseň a hymna českých národních socialistů.

## Vznik skladby
Skladbu na text českého básníka Augustina Eugena Mužíka složil v roce 1900 pro ústředí České strany národně sociální hudební skladatel Bohumil Vendler. Předvedena veřejnosti byla poprvé v roce 1900. Skladba byla prvně vydána Melantrichem v roce 1901 ve stranickém časopise národních socialistů Česká demokracie. V roce 1904 vyšla v II. díle Společenského zpěvníku sokolského s nápěvy Ferdinanda Polenského z podtitulem Z luhů slovanských a cizích.

## Skladba
Text skladby básníka Augustina Eugena Mužíka je inspirován vlastenecko-dělnickou tematikou, ve kterém reflektuje úsilí o svobodu dělníků a bratrství občanů prostřednictvím národní solidarity. Náboženské ladění je reflexí inspirace hustitským hnutím v celém Mužíkově díle. Umělecká lyrika díla je ovlivněna libertinismem s prvky anarchismu, který měl v počátcích strany vliv na definování ideové politiky strany především z prostředí radikální mládežnické organizace. Text písně je definován antimarxisticky.
Skladba byla nejen hymnou strany, ale celého tzv. národně socialistického hnutí, včetně korporací, mládežnické organizace, vydavatelství či odborů, sdružených okolo strany. Toto korporace sídlila do roku 1938 v budově tzv. Národního domova v Praze, na rohu mezi Vinohradskou třídou a Václavským náměstím. Skladba se již od roku 1900 používala při zahajování nejrůznějších stranických akcí, například na májových oslavách strany na Střeleckém ostrově v Praze. Skladba byla známa také pod názvem Dělnická. Existovala také verze Ty ruko černá, nezdolná, kterou používala mládežnická organizace Mladých národních socialistů.

## Slova
Ty ruko černá mozolná, ty znaku síly v světě tom,
ty bašto práva nezdolná a rázná jako boží hrom,
ty potem práce pokropena, z níž pokrok, volnosť musí vstát,
ty zbroji vlasti posvěcená, ó žehnána buď nastokrát.
Ty živíš svoji rodinu a třeba nuzné o skývě;
ty ochráníš svou otčinu před každou ranou poctivě!
Té zlato hanby nepokálí a neohne ni zášť ni lest,
a nechť ten mozol jak chce pálí, on nad démanty čistší jest!
Rytíři práce, mužnosti, jež rodí nízká, chudá chýž;
vy strážci pravé rovnosti, jen k sobě blíž a stále blíž!
Před tváří boží přísaháme, že nechcem couvat ni se vzdát,
na svatou volnosť krev svou dáme a životy své tisíckrát!
Ó Bože, který na vše zříš, ty otče, bratře dělníka,
slyš milionů hlas, jenž výš z všech dílen k tobě proniká:
Ať království tvé přijde záhy a všady mír se rozhostí,
ať skane v naše zemské dráhy svit zlaté, svaté volnosti!
Ty starče, muži, mládeži, a dítě, ženo, v jeden kruh!
Budoucnost tobě náleží a práci tvojí žehná Bůh!
Ať tvoje rámě pouta zdrtí tvé i celého národu,
ať vykoupíme svojí smrtí svým dětem věčnou svobodu!